# Sé de Santarém
A Sé Catedral de Santarém, anteriormente conhecida como Igreja de Nossa Senhora da Conceição do Colégio dos Jesuítas ou Igreja do Seminário, é um templo católico situado no centro histórico da cidade de Santarém, mais precisamente na freguesia de São Salvador.
A Sé Catedral de Santarém está classificada como Monumento Nacional desde 1917.

## História

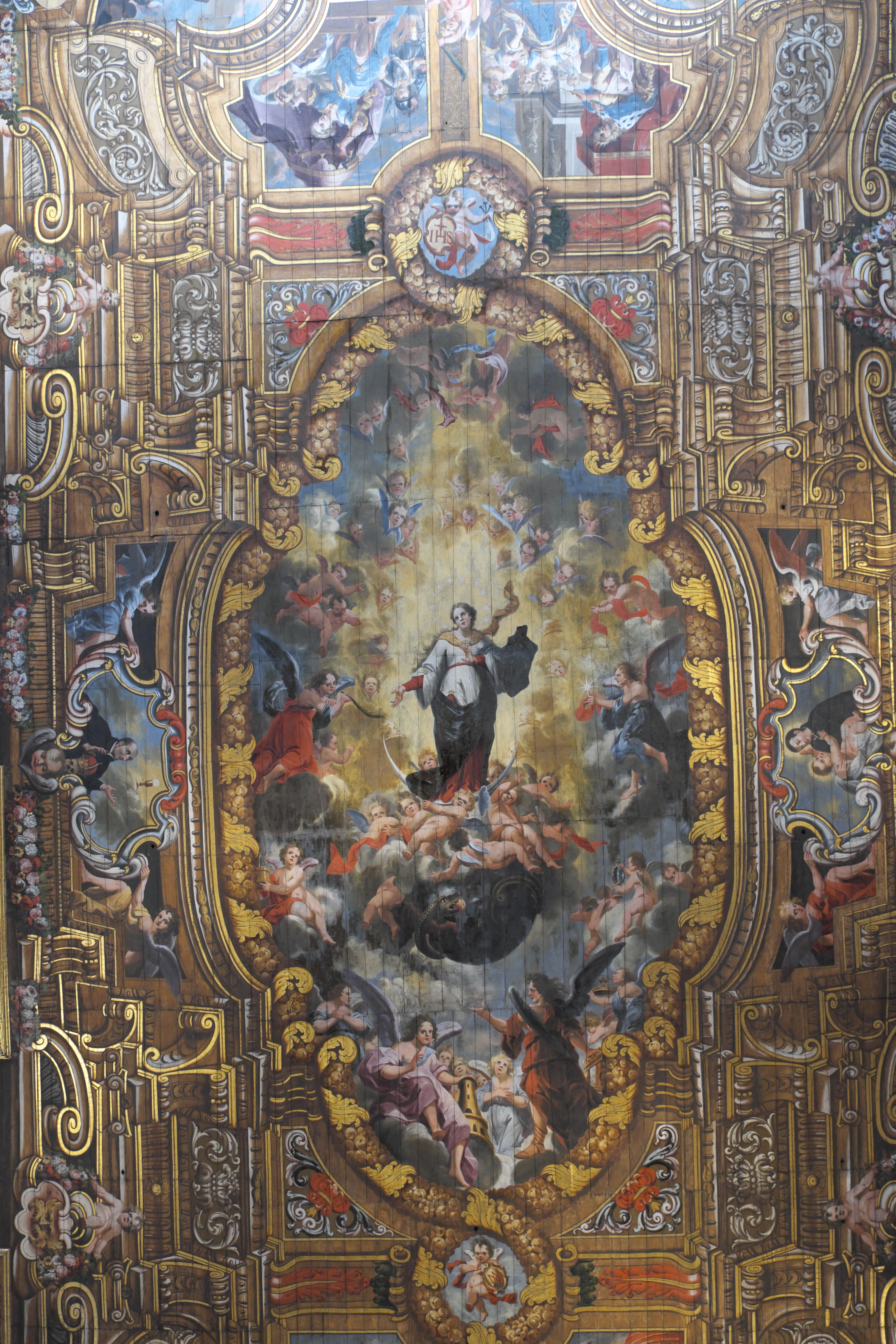
Pintura do tecto da Sé de Santarém

Este templo jesuíta, datado do século XVII, foi erigido no local onde se encontrava o Paço Real da Alcáçova Nova, que se encontrava abandonado desde o tempo de D. João II. Mais tarde, com a expulsão dos jesuítas de Portugal, por ordem do Marquês de Pombal, o edifício passou a acolher o Seminário Patriarcal após doação de D. Maria I, tendo assim permanecido até ao século XX.
Aquando da criação da Diocese de Santarém, em 1975, a igreja foi elevada a Sé Catedral.

## Museu Diocesano de Santarém

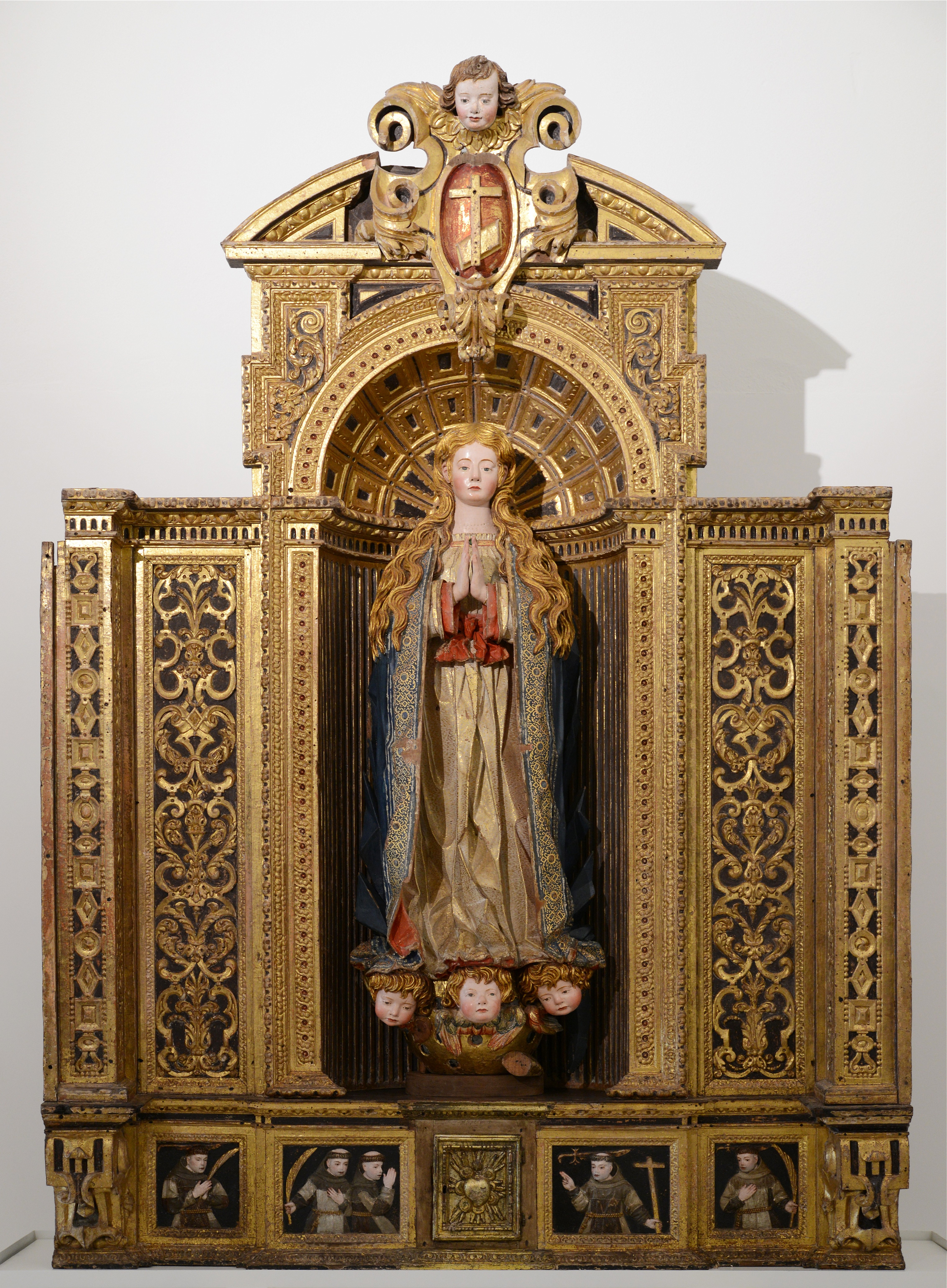
Retábulo da Imaculada Conceição (séc. XVII) no Museu Diocesano de Santarém

O Museu Diocesano de Santarém encontra-se localizado no Paço Episcopal, em edifício contíguo à Sé de Santarém.
O Museu foi oficialmente inaugurado em 12 de setembro de 2014 pelo Presidente da República Aníbal Cavaco Silva, na presença de autoridades civis e eclesiásticas, após o que se seguiu uma recepção oficial no Paço Episcopal e um concerto de música clássica na Sé de Santarém.
O Museu tem em exposição permanente cerca de 150 peças, principalmente arte sacra, de um total de 300 que foram alvo de reabilitação desde que se iniciou, em 2005, o processo de inventariação, valorização e restauro do espólio da Diocese.
O Museu consta de várias salas e espaços de visita, que incluem a Sé e o corredor nobre do Paço Episcopal, tendo ainda um espaço para exposições temporárias, a funcionar no antigo refeitório jesuíta.